# Hudson River Region AVA

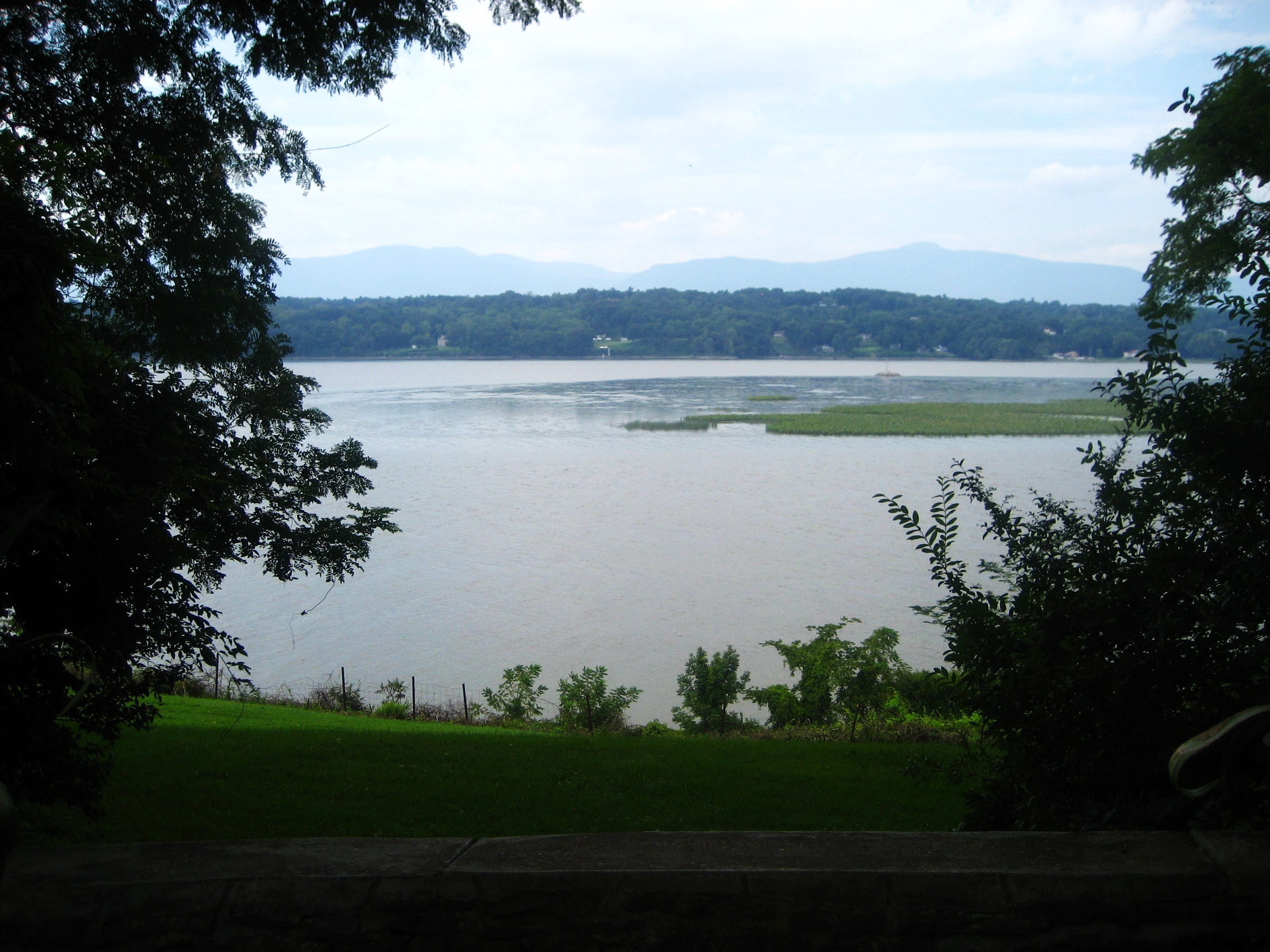
Hudson River in New York.

Hudson River Region AVA (anerkannt seit dem 6. Juli 1982) ist ein Weinbaugebiet im US-Bundesstaat New York. Das Gebiet liegt im Verwaltungsgebiet Columbia County und grenzt an die Countys Rensselaer County, Greene County sowie Ulster County.
Trotz der umfänglichen Definition des Anbaugebiets liegen die Rebflächen selten weiter als 3 km vom  Hudson River entfernt. Sie besetzen dabei Hanglagen westlich des Flusses, der von Norden kommend in südliche Richtung fließt. Bei dieser Ausrichtung der Lage kann die Rebfläche von der morgendlichen Sonne aufgewärmt werden. Meeresbrisen, die durch das Tal des Hudsons bis in die Weinbauregion gelangen, kühlen das Klima im Sommer, verhelfen den Weinbergen jedoch im Winter zu günstigeren Verhältnissen als im Umfeld.
Mit dem Weingut Brotherhood Winery, das im Jahr 1839 gegründet wurde, verfügt das Gebiet über das älteste noch in Betrieb befindliche Gut Nordamerikas.  
Das insgesamt kühle Weinbauklima wirkt sich in der Wahl der Rebsorten aus. Neben sehr winterharten Hybridreben fällt die Wahl auch zunehmend auf frühreifende europäische Edelreben.